# Jean-Marie Bastien-Thiry

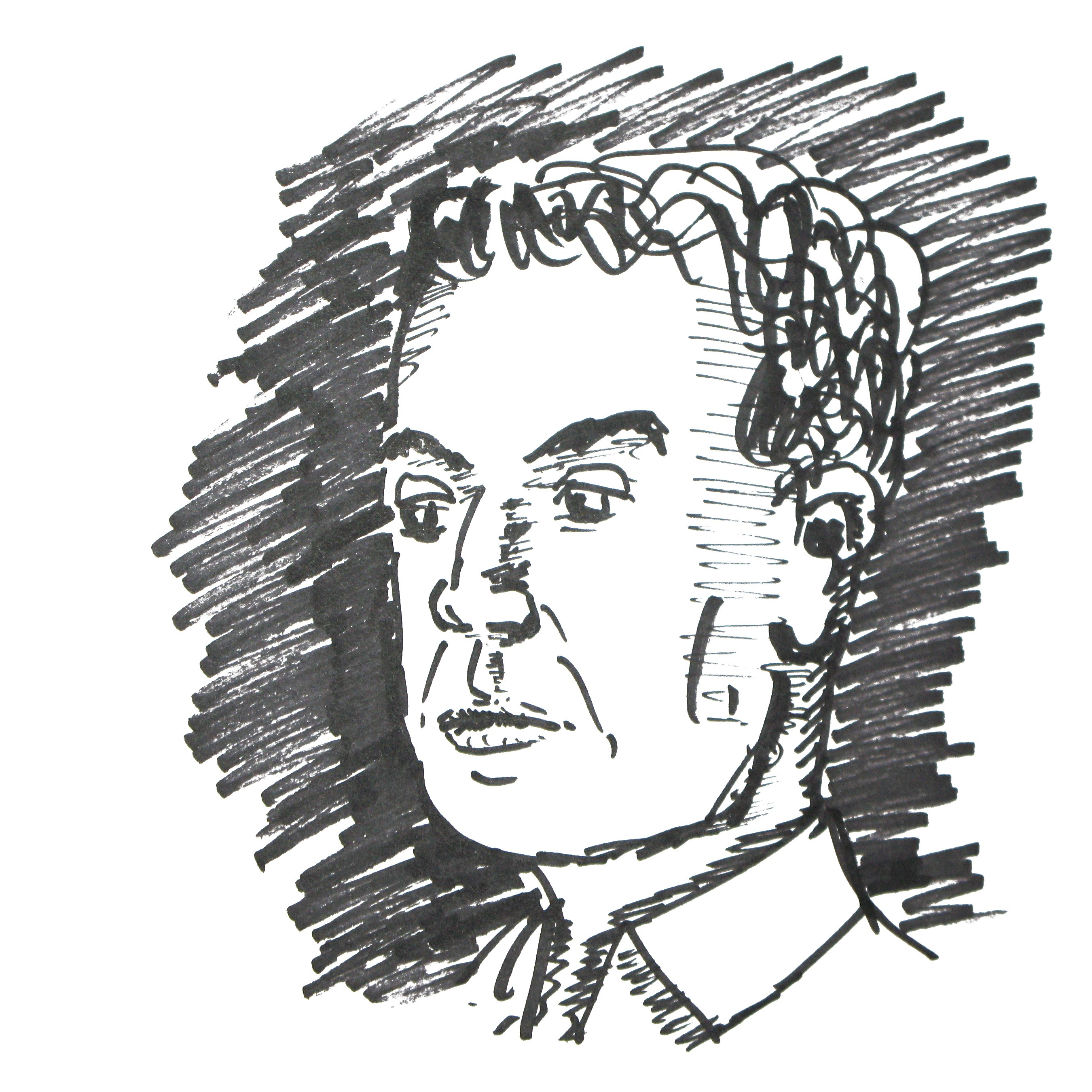
Portret Jean-Marie Bastien-Thiry'ego

Jean-Marie Bastien-Thiry (ur. 19 października 1927 w Lunéville, zm. 11 marca 1963 w Ivry-sur-Seine) – francuski wojskowy, specjalista uzbrojenia lotniczego, pracownik ministerstwa wojny. 
Był organizatorem nieudanego zamachu na generała Charles'a de Gaulle'a w Petit-Clamart (którego jedynym niezłapanym uczestnikiem był Georges Watin) w dniu 22 sierpnia 1962. Rozstrzelany 11 marca 1963. Był ostatnią osobą, na której wykonano wyrok śmierci przez rozstrzelanie we Francji.